# Mère indigne
Production
Diffusion
Mère indigne est une série télévisée française réalisée par Anne-Élisabeth Blateau et Romain Fisson Edeline d'après un scénario d'Anne-Elisabeth Blateau et Khaled Amara.
Cette fiction est une coproduction de Kapitch Production et France Télévisions pour France.tv.
La série est diffusée sur la plateforme France.tv à compter du 1er décembre 2023.

## Synopsis
À plus de 45 ans, Rachel est une mère qui a du mal à être adulte. Elle subit son divorce avec douleur et ça la plonge dans un état dépressif dans lequel elle surnage tant bien que mal.

## Distribution
- Anne-Élisabeth Blateau : Rachel
- Eva Darlan : Pauline
- Mounir Margoum : Yanis
- Élodie Frenck : Hélène
- Élisa Servier : Diane
- Jean-Baptiste Shelmerdine : Mathieu
- Anne Décis : Virginie
- Antoine Chappey : Jacques
- Baya Rehaz : Kenza
- Yannik Mazzilli : Thomas
- Anne Bouvier : Mme Sourour
- Lou Howard : Louise
- Nathan Japy : Romain
- Nicolas Lumbreras : Mr Pitiot
- Johann Dionnet : Yohann / le Père Noël

## Production

### Genèse et développement
La série est créée et écrite par Anne-Élisabeth Blateau et Khaled Amara, et réalisée par Anne-Élisabeth Blateau et Romain Fisson Edeline,.

### Tournage
Le tournage de la série a lieu du 16 janvier au 3 mars 2023 à Marseille,.

### Fiche technique
Sauf indication contraire, les informations mentionnées dans cette section peuvent être confirmées par les bases de données cinématographiques  présentes dans la section « Liens externes ».
- Titre français : Mère indigne
- Genre : Comédie dramatique
- Production : Khaled Amara
- Sociétés de production : Kapitch Production et France Télévisions
- Réalisation : Anne-Élisabeth Blateau et Romain Fisson Edeline
- Scénario : Anne-Élisabeth Blateau et Khaled Amara
- Musique : Adrian Edeline
- Décors : Charlotte Filler et Sébastien de Monchy
- Photographie : Romain Fisson-Edeline
- Montage : Julie Quintard et Jill Leal
- Pays de production :  France
- Langue originale : français
- Format : couleur
- Nombre de saisons : 1
- Nombre d'épisodes : 10
- Durée : 26 minutes
- Dates de première diffusion : 
  - France : 1er décembre 2023 sur la plateforme France.tv